# Wilhelmsdorf (Gemeinde Maissau)
Wilhelmsdorf ist eine Ortschaft und Katastralgemeinde der Marktgemeinde Maissau in Niederösterreich.

## Geographie
Der Ort liegt in eine von einem kleinen Bach durchflossenen Senke, der in Oberravelsbach in den Ravelsbach mündet. Durch den Ort verläuft die Retzer Straße.

## Geschichte
Die Ortsgründung erfolgte vermutlich um 970/980 als große Hufe durch einen Wilhelm. Ausgehend von dieser Hufe wurden im Mittelalter drei Ganz-Lehen abgetrennt, die im Spätmittelalter abermals geteilt wurden; Diese sieben Höfe waren Lehensnehmer der Herren von Maissau. Dazwischen siedelten sich im Lauf der Zeit Hauer an.
Nach den Reformen 1848/1849 konstituierte sich Wilhelmsdorf 1850 zur selbständigen Gemeinde und war bis 1868 dem Amtsbezirk Ravelsbach zugeteilt.
Laut Adressbuch von Österreich waren im Jahr 1938 in der Ortsgemeinde Wilhelmsdorf mehrere Landwirte ansässig.